# Situjuah Ladang Laweh
Situjuah Ladang Laweh is een bestuurslaag in het regentschap Lima Puluh Kota van de provincie West-Sumatra, Indonesië. Situjuah Ladang Laweh telt 1691 inwoners (volkstelling 2010).